# Pani Charlie
Pani Charlie (ang. A Busy Day) − amerykański film niemy z 1914 roku, w reżyserii Charliego Chaplina. 
Film opowiada historię żony, która dowiedziawszy się o zdradzie męża goni go przez miasto. W filmie rolę żony gra Charlie Chaplin. 

## Obsada
- Mack Swain – mąż
- Charlie Chaplin – żona